# Мачоп Чол
Мачоп Чол (англ. Machop Chol, нар. 14 листопада 1998, Хартум) — південносуданський футболіст, нападник литовського клубу «Жальгіріс» та національної збірної Південного Судану.

## Клубна кар'єра
Народився 14 листопада 1998 року в місті Хартум, Судан, в сім'ї вихідців з півдня країни. 2000 року родина емігрувала до США і оселилася в Кларкстоні, штат Джорджія. Він розпочав свою кар'єру, граючи в молодіжному клубі «DDYSC Вулвз», перш ніж отримав місце в академії клубу «Атланта Юнайтед» у 2016 році.
У 2017—2020 роках Чол навчався в Університеті Вейк-Форест за спеціальністю «Комунікація» та грав за університетську футбольну команду «Вейк-Форрест Дімон Діконз». У Національній асоціації студентського спорту зіграв 65 матчів і забив 13 м'ячів.
19 січня 2021 клуб MLS «Атланта Юнайтед» підписав з Чолом контракт за правилом доморощеного гравця. 17 квітня Мачоп дебютував на дорослому рівні в матчі стартового туру MLS сезону 2021 проти «Орландо Сіті», в якому він вийшов на заміну в другому таймі замість Джейка Малрейні. 15 квітня 2023 року в матчі проти «Торонто» Чол забив свій перший гол у MLS. На початку жовтня Чол переніс операцію з відновлення сухожилля підколінного сухожилля, через що пропустив залишок сезону 2023. Після закінчення сезону «Атланта Юнайтед» відхилила опцію продовження контракту Чола.
2 квітня 2024 року Чол підписав контракт з клубом «Сан-Антоніо» з Чемпіонату USL, за який д Дебютував 6 квітня у матчі проти «Лас-Вегас Лайтс», вийшовши на заміну на 57-й хвилині замість Уго Мбонге. 20 квітня в матчі проти «Гартфорд Атлетік» він забив свій перший гол за «Сан-Антоніо». Загалом за сезон він провів 22 матчі у чемпіонаті і забив 2 голи.
6 березня 2025 року він підписав контракт з литовським клубом «Жальгіріс». 15 березня 2025 року він дебютував у матчі Ліги А проти «Банги» (1:1). Він розпочав матч на лаві запасних і вийшов на заміну на 64-й хвилині замість Адами Фофана. 31 травня 2025 року він забив свій перший гол за клуб у матчі Ліги А проти «Джюгас», зрівнявши рахунок, завдяки чому матч завершився нічиєю 1:1. Станом на 9 липня 2025 року відіграв за клуб з Вільнюса 13 матчів в національному чемпіонаті.

## Виступи за збірну
27 січня 2022 року дебютував в офіційних іграх у складі національної збірної Південного Судану в товариському матчі проти Узбекистану (0:3).

## Статистика виступів

### Статистика клубних виступів
Станом на 9 липня 2025
| Сезон                       | Команда                     | Чемпіонат                   | Чемпіонат | Чемпіонат | Національний кубок | Національний кубок | Національний кубок | Континентальні кубки | Континентальні кубки | Континентальні кубки | Інші змагання | Інші змагання | Інші змагання | Усього | Усього |
| Сезон                       | Команда                     | Ліга                        | Ігор      | Голів     | Ліга               | Ігор               | Голів              | Ліга                 | Ігор                 | Голів                | Ліга          | Ігор          | Голів         | Ігор   | Голів  |
| --------------------------- | --------------------------- | --------------------------- | --------- | --------- | ------------------ | ------------------ | ------------------ | -------------------- | -------------------- | -------------------- | ------------- | ------------- | ------------- | ------ | ------ |
| 2021                        | «Атланта Юнайтед»           | MLS                         | 9         | 0         | -                  | -                  | -                  | ЛЧ                   | 0                    | 0                    | -             | -             | -             | 9      | 0      |
| 2022                        | «Атланта Юнайтед»           | MLS                         | 6         | 0         | КСША               | 0                  | 0                  | -                    | -                    | -                    | -             | -             | -             | 6      | 0      |
| 2023                        | «Атланта Юнайтед»           | MLS                         | 19        | 2         | КСША               | 1                  | 0                  | -                    | -                    | -                    | -             | -             | -             | 20     | 2      |
| Усього за «Атланту Юнайтед» | Усього за «Атланту Юнайтед» | Усього за «Атланту Юнайтед» | 34        | 2         |                    | 1                  | 0                  |                      | 0                    | 0                    |               | -             | -             | 35     | 2      |
| 2024                        | «Сан-Антоніо»               | USL                         | 22        | 2         | КСША               | 1                  | 0                  | -                    | -                    | -                    | -             | -             | -             | 23     | 2      |
| 2025                        | «Жальгіріс»                 | A                           | 13        | 1         | КЛ                 | 2                  | 0                  | ЛЧ                   | 0                    | 0                    | -             | -             | -             | 15     | 1      |
| Усього за кар'єру           | Усього за кар'єру           | Усього за кар'єру           | 69        | 5         |                    | 4                  | 0                  |                      | 0                    | 0                    |               | -             | -             | 73     | 5      |